# Ljus käkspindel
Ljus käkspindel (Pachygnatha clercki) är en spindelart som beskrevs av Carl Jakob Sundevall 1823. Ljus käkspindel ingår i släktet Pachygnatha och familjen käkspindlar. Arten är reproducerande i Sverige. Inga underarter finns listade i Catalogue of Life.